# Мери Дајер
Мери Барет Дајер (енгл. Mary Dyer; 1611 — 1660) је била енглески квекер. Обешена је у Бостону, Масачусетс, зато што се борила против прогона квекера из колоније Масачусетс. Сматра се да је била последња жртва религиозног прогона у Северној Америци.
Мери Дајер је срела Ен Хачинсон 1637, која је проповедала да се Бог обраћа директно вернику, а не само преко свештенства. Дајер се придружила Ен Хачинсон и постала активна у „Антимонијској јереси“, где су радиле на организацији група жена и мушкараца које би проучавале Библију на други начин у односу на теократски закон колоније Масачусетс Беј.
Године 1638, Мери Дајер и њен муж, Вилијам Дајер, били су прогнани из колоније заједно са Ен Хачинсон. По савету Роџера Вилијамса, група којој су припадале Дајер и Хачинсон преселила се у Портсмут у колонији Роуд Ајланд.
Мери Дајер се са мужем вратила у Енглеску, заједно са Роџером Вилијамсом и Џоном Кларком, где се Мери прикључила Квекерима пошто је чула проповед Џорџа Фокса, и установила да се проповед слаже са идејама које су она у Ен Хачинсон имале више година пре тога. Постала је Квекер по сопственом избору.
Дајерови су се вратили на Роуд Ајланд 1657. Следеће године, она је отпутовала у Бостон да би протестовала против новог закона који је протеривао Квекере, где је ухапшена и избачена из колоније. (Њен муж, који није постао Квекер, није био ухапшен.)
Мери Дајер је наставила да путује по Новој Енглеској и проповеда Квекерство, и поново је ухапшена 1658 у Њу Хејвну, Конектикат. Пошто је пуштена на слободу, враћа се у Масачусетс да би посетила двоје енглеских Квекера који су били ухапшени. Поново је ухапшена и овај пут јој је трајно забрањен повратак у колонију. Трећи пут је отпутовала у Масачусетс, са групом Квекера, да би јавно протестовала против закона. Ухапшена је и осуђена на смрт. Након кратког суђења, друго двоје Квекера су обешени, али како је њен супруг био пријатељ гувернера Џона Винтропа, успео је да јој омогући амнестију у последњем моменту, против њене воље, јер је одбила да се покаје и одрекне квекерске вере.
Била је приморана да се врати на Роуд Ајланд. Путовала је на Лонг Ајленд, Њујорк, да би проповедала, али њена савест је водила да се врати у Масачусетс 1660, и поново протестује против антиквекерског закона. Упркос молбама мужа и породице, поново је одбила да се покаје и поново је осуђена на смрт, 31. маја. Следећег дана, Мери Дајер је обешена у Бостону јер је била Квекер у Масачусетсу.
Њене последње речи су биле: „Не, ја сам дошла да вас сачувам од крвопролића, желећи да поништите неправедан и неразуман закон начињен против невиних слугу Божјих. Не, човече, ја се не одричем.“
Њена статуа се налази испред зграде Државне управе Масачусетса у Бостону.